# Am Rande des Himmels
Am Rande des Himmels (Original: Stuck Rubber Baby) ist eine 210-seitige Graphic Novel von Howard Cruse, die 1995 erstmals erschien und um das Erwachen der Bürgerrechts- und Schwulenbewegung kreist.

## Handlung
Die Geschichte ist im Wesentlichen 1963 angesiedelt, vor dem Hintergrund der Ermordung John F. Kennedys und des Marsches auf Washington:
Der weiße Ich-Erzähler Toland Polk wächst in der Kleinstadt Clayfield, Alabama, auf. Während der Gesundheitsuntersuchung für die Army gibt er an, homosexuell zu sein. Aufgrund der Reaktion der Soldaten und des öffentlichen Klimas jener Zeit weigert er sich jedoch in der Folgezeit, sich diese Neigung einzugestehen.
Als seine Eltern sterben, zieht er bald aus dem Haus, in dem er mit seiner Schwester und ihren schwarzen- und schwulenhassenden Ehemann lebte, aus und mit einem befreundeten Paar zusammen. Über seine Mitbewohnerin und deren Bekannten Sammy lernt er folgend eine ganz neue Welt kennen. So führt er ihn in die schwarze und schwule Gesellschaft ein, in der sich die gesellschaftlichen Veränderungen jener Zeit spiegeln. Da ist Ginger, eine Studentin, die sich in der Bürgerrechtsbewegung engagiert und in die Toland sich zu verlieben glaubt, Les, der Sohn des schwarzen Pfarrers, mit dem Toland schließlich seine erste homosexuelle Erfahrung macht, der egozentrische Sammy, der sich mit dem Ku Klux Klan anlegt.
Als die Auseinandersetzungen zunehmend eskalieren und Ginger von Toland schwanger wird, muss Toland sich zu seiner Identität bekennen.

## Hintergrund
Obwohl die Geschichte und die Stadt fiktiv sind, basiert vieles dennoch auf dem Lebensumfeld von Howard Cruse, der ein ähnliches Alter wie Toland hatte und offen homosexuell lebt und dies zum Thema vieler seiner Werke machte. Cruse wuchs in der Kleinstadt Birmingham, Alabama auf, zu der Clayfield große Parallelen aufweist, etwa in der Figur des Polizeipräsidenten Sutton Chopper, dessen Vorbild Eugene Bull Connor eine friedliche Demonstration gewaltsam auflösen ließ. Ein Anschlag auf die 16th Street Baptist Church am 15. September 1963, bei dem vier schwarze Mädchen starben, entspricht dem Attentat auf das Melody Motel.

## Rezeption
Der Comic wurde sehr positiv aufgenommen. Verglichen wurde das Werk, an dem der Autor vier Jahre lang schrieb, etwa mit den Werken der Literaten James Baldwin, aber auch mit Art Spiegelmans Werk Maus – Die Geschichte eines Überlebenden.

## Veröffentlichungen
Der Comic erschien in den Vereinigten Staaten 1995 bei Paradox Press. Eine deutsche Übersetzung folgte 1996 bei Carlsen Comics, eine französische 2001 unter dem Titel Un monde de différence bei Vertige Graphique. Die aktuelle dt. Neuauflage erscheint 2011 im Cross Cult Verlag.

## Auszeichnungen
Am Rande des Himmels erhielt 1996 den Eisner Award als „bestes neue graphische Album“ und den Harvey Award als „bestes Album mit neuem Material“. Eine Auszeichnung wurde dem Comic als „beste Graphic Novel“ bei den United Kingdom Comic Art Awards verliehen. Auf dem Festival International de la Bande Dessinée d’Angoulême 2002 wurde er mit dem Prix de la critique prämiert.
Nominierungen erhielt der Comic für den Lesbian and Gay Book Award der American Library Association und für den Lambda Literary Award der amerikanischen Lambda Literary Foundation für veröffentlichte Werke, die LGBT-Themen behandeln.